# Лерой Джетро Гиббс
Лерой Джетро Гиббс (англ. Leroy Jethro Gibbs) — главный персонаж телесериала «Морская полиция: Спецотдел». Роль исполняет Марк Хэрмон.

## Биография
Единственный сын и ребёнок Джексона Гиббса и Энн Гиббс, Гиббс вырос в маленьком городке Stillwater, штат Пенсильвания. Его отец, Джексон Гиббс, владеющий бакалейной лавкой («Stillwater General Store») в этом городке, был пилотом P-51 Mustang в ВВС США во время Второй мировой войны. В серии «Frame Up» Гиббс отмечает, что его отец нарисовал Бетти Грейбл на носу его P-51. Его назвали Лерой Джетро в честь лучшего друга его отца, Лероя Джетро «Эл Джей» Мура, который был его деловым партнёром в магазине после совместной работы в угольных шахтах (Winslow Mining Company). В «The Namesake» показано, что Эл Джей, ветеран Второй мировой войны и морпех из Montford Point, был тем, кто вдохновил молодого Гиббса присоединиться к морской пехоте.
В серии «Heartland» показано, что молодой Гиббс покинул городок в 1976 году примерно в возрасте 18-20 лет и, по его собственному заявлению, «не возвращался более тридцати лет». Из воспоминаний в эпизоде видно, что Гиббс сам часто провоцировал драки, попадал в неприятные истории, и отцу приходилось помогать. По словам нового шерифа, одного из его недоброжелателей в его подростковые годы, который заметил: «Забавно, не ожидал увидеть тебя по эту сторону закона», Гиббс был хулиганом. Он познакомился со своей первой женой Шеннон, которая работала в местном магазинчике, когда оба были подростками.
Мать Гиббса, Энн, была показана в «Life Before His Eyes», 200-й эпизод. Подобно всем жёнам Гиббса, она рыжая. Энн хорошо готовила и клала шоколад на все её яблочные пироги, которые Гиббс любил. Когда она встретилась с Гиббсом в эпизоде Life Before His Eyes, она сказала ему, что она гордится человеком, которым он стал. Гиббс сказал маме, что даже если она оставила его, он всегда будет любит её. В «The Namesake» обнаружилось, что она умирала от рака, и поэтому она покончила жизнь самоубийством от передозировки, чтобы её семье не пришлось смотреть, как она страдает. В том же эпизоде её смерть была выявлена в качестве корня давней вражды между отцом Гиббса и его другом, так как старший Гиббс обвинял «Эл Джея», который, по его мнению, должен был остановить Энн от самоубийства или рассказать им об этом.
Гиббс был зачислен в Корпус морской пехоты в 1976 году, и был военным полицейским в Кэмп-Лежен прежде, чем стать снайпером. Он был в Панаме (операция «Правое дело») и в Персидском заливе (операция «Буря в пустыне»). Вскоре после возвращения из Персидского залива, он ушёл в отставку из Корпуса морской пехоты в звании артиллерийского сержанта или комендор-сержанта и поступил на службу в NIS (позже NCIS) в августе 1991 года. У Гиббса был наставник Майк Фрэнкс, когда он был молодым агентом, и они стали близкими друзьями; Фрэнкс продолжал называть его «Стажёром» даже после выхода на пенсию. После того, как Фрэнкс ушёл на пенсию в 1996, Гиббс дослужился до собственной команды.
В 4 сезоне в серии «Singled Out» МакГи спрашивает Гиббса, как долго он был специальным агентом, на что Гиббс отвечает: «16 лет». Это противоречит утверждению Гиббса пилотной серии «Ice Queen», когда в ответ на вопрос Хармона Рабба — «Как давно вы делали это, Гиббс?», Гиббс отвечает: «19 лет». (На самом деле - нет, так как на службу Гиббс был зачислен обычным агентом).
Гиббс изображается как немногословный человек, который, практически, скрывает свою личную жизнь. Он избегает обсуждать его жизнь или его прошлое до присоединения к NCIS, особенно с агентами и сотрудниками под ним, что приводит к тому, что члены его команды постоянно спекулируют по поводу его личной жизни в серии «Heartland», где МакГи и Зива тайно отчитываются Эбби и Тони об отце Гиббса и его родном городе. В серии «Проклятие» он неоднократно уклоняется от ответа на вопросы Тони о его возрасте, а в других эпизодах он отказывается прямо ответить на любые вопросы его агентов (в том числе Эбби), касающиеся его экс-жены или военной службы. Помимо его склонности к использованию военного сленга, он редко упоминает или говорит подробно о его времени в морской пехоте. Тем не менее, его по-прежнему называют «ганни» офицеры ВМФ и Корпуса морской пехоты, он иногда надевает толстовку или футболку «USMC» во внеслужебное время и имеет копию знаменитой фотографии «Поднятие флага на Иводзиме», установленную над камином в его доме.
Как бывший морпех и военный полицейский, Гиббс отлично подготовлен, непревзойденный организатор, дисциплинирован и требователен. Не выносит давления различных спецслужб на свою команду, часто с ними конфликтует. Является резервистом морской пехоты. Его обучение как снайпера и знакомство с различными видами огнестрельного оружия часто используются, как показано в сериях «Ravenous», «Vanished» и «Twenty Klicks», где он использует свои навыки отслеживания дикой природы и меткой стрельбы, чтобы помочь следствию или спасти команду от неприятностей. Это видно в сериях «Truth or Consequences», где он метко убил похитителей Зивы, и «South by Southwest», где застрелил профессионального киллера, в «Hiatus» выстрелил в голову убийцы его семьи, который был за рулем движущегося транспортного средства; в «Jeopardy», он поражает похитителя Дженни, несмотря на то, что тот, в основном, скрыт от глаз в багажнике автомобиля и используя левую руку.
Благодаря своему военному прошлому, Гиббс имеет к персоналу в ВС высокие стандарты и высоко ценит их. Он особенно возмущается, когда виновная сторона оказывается тем, кому доверяли, и бурно реагирует при задержании коррумпированных высокопоставленных офицеров, совершивших преступления ради денежной прибыли.
В «Under Covers» Эбби Шьюто поздравляет Гиббса с днем рождения 10 ноября, ссылаясь на день рождения морской пехоты США.
До службы в NCIS Гиббс проводил спец. операции в разных странах мира, особенно в Восточной Европе, о чём свидетельствуют многие люди, особенно его начальник, директор Дженни Шепард.
Как показано, Гиббса часто называют его первым именем «Лерой» семья и люди в его родном городе, в то время как на работе он более известен под своим вторым именем или «босс». Также к нему обращаются «стажёр» или «ганни» Фрэнкс и другие члены военно-морского флота и морской пехоты; иногда к нему обращаются «сэр», несмотря на то, что Гиббс этого не любит. Тони и МакГи называют его «босс», а Кейт, Эбби и Бишоп обращаются к нему как «Гиббс». А «Джетро» — Дженни Шепард, Даки, Форнелл, Диана Стерлинг и Стефани Флинн. Его также называет «Джей» Ребекка Чейз.

## Семья
Джексон Гиббс
Отношения Гиббса со своим отцом были напряженными в течение многих лет. Прежде, чем он присоединился к Корпусу морской пехоты, Гиббс неоднократно сталкивался со многими другими местными мальчиками в родном городке и часто возмущался, что его отец пришёл к нему на помощь с винчестером семьи. За время, что Гиббс был в морской пехоте, он нечасто говорил с отцом, потому что Джексон считал, что это жена его сына Шеннон отправляла ему рождественские открытки каждый год. Отношения между отцом и сыном не улучшились с гибелью Шеннон и Келли, вместо этого только стали хуже, когда Гиббс обиделся на своего отца за то, что Джексон пришёл с подругой на похороны Шеннон и Келли. Они не разговаривали друг с другом, пока дело не привело Гиббса и его команду в Stillwater в эпизоде «Heartland». В конце этого эпизода отец с сыном помирились. Признаки изменений отношений между Джексоном и Джетро появились в конце Рождественского эпизода шестого сезона под названием «Silent Night», когда Джетро звонит Джексону, чтобы пожелать ему «Счастливого Рождества». В следующее Рождество, 7 сезон эпизод «Faith», Джексон отправился в Вашингтон, чтобы провести праздник с Гиббсом, и также попросить его совета, после того как застрелил мужчину, который пытался ограбить его магазин. Этот визит показал, что их отношения по-прежнему сложны, но оба готовы поработать над ними. В финале 7 сезона Палома Рейноса, глава картеля Рейноса, вынуждает Гиббса работать на неё, угрожая Джексону. После того как он выбрался из её когтей, она лично отправилась в Пенсильванию, чтобы убить Джексона, но Гиббс уже предупредил его, и после напряженной перестрелки Джексон убегает. В течение четырёх месяцев Гиббс защищает Джексона в своём доме, и после того, как Палома была убита в конце эпизода 8 сезона Spider и Fly, он вернулся в Stillwater с отцом, чтобы помочь тому восстановить его магазин и, когда Джексон спросил о его работе, Гиббс отвечает: «Делайте то, что вы можете для семьи», которому ответил Джексон, «Разве это не правда?».
Джоан Филдинг
Джоан Филдинг была матерью умершей жены Гиббса Шеннон и бабушкой дочери Гиббса Келли. Хотя Гиббс относился к бывшей тёще с огромным уважением и честностью, их отношения были очень напряженными из-за смерти Шеннон и Келли, которых она называла «[её] девочки». Джоан обвиняла Гиббса в их смерти, так как он не был с ними в тот день, когда они были убиты, а был за рубежом в Ираке. Из-за этого напряжения они редко встречались. Все изменилось, когда Джоан стала свидетельнцей в одном из дел Гиббса, когда её жених был застрелен в серии Mother’s Day. В ходе расследования выяснилось, что Джоан была ответственна за смерть человека. Позже она открыла ему, что обнаружила, что её жених был связан с тем же наркокартелем, что убил Шеннон и Келли, и что она хотела отомстить за дочь и внучку. Именно в этом же разговоре Гиббс намекнул Джоан, что он уже убил человека, ответственного за смерть Шеннон и Келли. Гиббсу также было приказано арестовать Джоан, но он незаметно пригласил М.Эллисон Харт, чтобы защитить её. Он сознательно делал ошибки: задавал ей вопросы без адвоката и не зачитал ей её права, что позволило Харту предотвратить арест Джоан. Вскоре после этого директор Леон Вэнс указал, что Джоан уже не подозреваемая, и что Гиббс и его команда должны перенести своё внимание на другое дело.

## Браки
Гиббс был женат четыре раза и разводился три раза. Его первый брак хранился в тайне до серии «Hiatus (Part 1)». Отдельные намеки на детей Гиббса будут проскальзывать в сериях «Kill Ari: Part 1» (е1.s3) и «Honor Code» (е7.s3). В первой Гиббс спрашивает Зиву, знала ли она про его первую жену и дочь, когда собирала него досье, и Зива отвечает «да». Во второй Гиббс нашел общий язык с 5-летним сыном похищенного офицера ВМС США, что удивляет окружающих. Из последующих воспоминаний Гиббса видно, что у него возможно была дочь.
В серии «Heartland», в воспоминаниях Гиббса показана его первая жена, Шеннон, когда они познакомились на ж/д платформе Stillwater в 1976 году. Она рассказала Гиббсу о своих жизненных правилах, которые он сделал своими и начал обучать им своих людей. В «Hiatus (Part II)», они поженились в апреле 1982 года, и Келли (Mary Mouser) родилась в июле 1983 года Он не был при рождении Келли, так как он был за границей («Newborn King»). Шеннон с их восьмилетней дочерью Келли были убиты мексиканским наркоторговцем Педро Эрнандесом 28 января 1991 года, в последний день операции Буря в пустыне, где Гиббс участвовал как морпех. В эпизоде «Hiatus Part 2» директор Морской полиции Дженнифер Шепард говорит доктору Дональду «Даки» Малларду (лучшему другу Гиббса) — который, видимо, об этом никогда не знал, — что Шеннон стала свидетелем убийства морского пехотинца в Кэмп-Пендлтон. Она определила убийцу, как мексиканского наркоторговца Педро Эрнандеса. Когда они были под защитой NIS Эрнандес убил снайперским выстрелом агента, который был водителем их машины, и они умерли в результате автомобильной аварии. Там же Дженни говорит Даки, что попытки экстрадировать Эрнандеса не удались, и что дело остается открытым, но Даки отвечает, что дело закрыто. Он правильно отметил, что Гиббс бы преследовал убийцу своей жены и дочери даже в аду. Согласно пилотным эпизодам NCIS: Лос-Анджелес, Гиббс был подозреваемым в связи с убийством Эрнандеса, но агент, ведущий расследование, Лара Мэйси (Луиза Ломбард), решила не начинать уголовное преследование, несмотря на достаточное число доказательств, так как она считается убийство оправдано. (Позже она сама будет убита по приказу полковника Мертон Белл).
Так как Шеннон была рыжей, все последующие жены Гиббса тоже были рыжими.
Диана первая бывшая жена Гиббса (вторая жена) после смерти Шеннон после их развода очистила его банковский счет и взяла часы деда. Она была осведомлена о Шеннон и Келли, как видно с её заявления в эпизоде Devil’s Triangle о том, что она была «человеком-антидепрессантом» для Гиббса во время их брака, и её замечания о том, что Гиббс был для «её Шеннон». Кроме того, в этом эпизоде, она возвращает часы его деда. После их развода вышла замуж за друга Гиббса, старшего специального агента ФБР Тобиаса Форнелла, с которым у неё есть дочь, Эмили. Гиббс предупредил Форнелла, когда тот собирался жениться на ней, но Форнелл думал, что он преувеличивает и ревнует. Позже он признался, что жениться на ней было ошибкой. После её развода с обеими мужчинами, она обчистила их банковские счета, как отмечено в финале 2-го сезона. Впоследствии она вышла замуж за офицера Агентства Национальной Безопасности (АНБ), по имени Виктор Стерлинг. В «Devil’s Triangle», Виктор Стерлинг был похищен, это побудило Диану искать помощи двух её предыдущих мужей. С момента своего развода Гиббс и Диана пришли к взаимопониманию и подружились. Он явно разгневан, когда Сергей Мишнёв убил Диану таким же образом, как Ари Хасвари убил Кейтлин Тодд.
Очень мало сказано о его третьем браке с Ребеккой Чейз, хотя из информации выявленной в «Check» (S12Ep11) её алкоголизм сыграл роль в расторжения брака. Ребекка Чейз стремилась извиниться перед Гиббсом как часть её программы восстановления и пригласила его к себе на свадьбу с её адвокатом. Её неожиданное появление на месте преступления в компании Дианы Стерлинг удивило его, потому что он не знал, что они знали друг друга. Также было выявлено, что она порожденный Гиббса правило в отношении совпадений.
Четвёртой женой была Стефани Брауин Флинн. Они были в браке в течение короткого времени — четырнадцать месяцев — и провели большую часть своего брака в Москве. В какой-то момент их брака, Стефани также вступила в контакт с Дженни Шепард, и почувствовала, что у неё с Гиббсом были романтические отношения до её брака с Гиббсом (эпизод «Ex-File» (S5Ep3)). В эпизоде «Hung Out to Dry» Даки рассказывает, что она напивается на их годовщину и чрезмерно ему звонит. В конце эпизода «Ex-File», Стефани вернула его армейские жетоны и Гиббс проводил её до машины. Стефани посетовала на её опыт с мужчинами, Гиббс попытаться успокоить её, говоря «Я. Мы. Это не ваша вина». На что Стефани ответила: «Это была ничья вина, по крайней мере у нас будет Москва», и они расстались полюбовно. Она переехала в Филадельфию, чтобы быть ближе к своей семье,.

## Связи
Во время задания в Париже, Гиббс имел романтические отношения со своим будущим начальником (ныне покойной), директором Дженни Шепард, тоже рыжей.
В течение первого, второго и один раз в третьем сезонах появлялась не идентифицированная рыжая женщина, с которой Гиббс уезжал на её дорогой машине.
В 4-м сезоне, Гиббс имел серьёзные отношения с лейтенант-полковником (подполковник) армии США Холлис Мэн, несмотря на то, что она не рыжая. Они расходятся в начале пятого сезона, когда Холлис уходит в отставку и переезжает на Гавайи.
В 7 сезоне, Гиббс встречает адвоката Маргарет Эллисон Харт, которая может засадить его в тюрьму за убийство Педро Эрнандеса, по поручению старого врага Гиббса, полковника Мэртона Бэлла. Тем не менее, Харт покинула страну после перехвата отчета, в котором Гиббс виновен в смерти Педро Эрнандес и дала ему. Перед отъездом она сказала ему, что как адвоката защиты она считает, что [они] могут победить его.
В 9 сезоне, Гиббс был роман с доктором Самантой Райан (Джейми Ли Кертис), главой отдела психологических операций Министерства обороны, которая сотрудничала с его командой в нескольких эпизодах.
После смерти Шеннон и Келли, но перед своей второй женой, Гиббс возможно имел «дело» с женщиной в Колумбии, по имени Роуз. В ходе миссии по борьбе с наркотиками Гиббс был ранен. Роуз подобрала Гиббса, чем возможно спасла его. В эпизоде «Deliverance» ныне взрослый сын Роуз Томас оказывается в поле зрения команды, после того как армейский номер Гиббса был написан сыном Роуз его кровью на месте преступления. Команда Гиббса подозревала, что он отец парня, но Гиббс позднее говорит сыну Роуз, что она уже была беременна, когда он появился. Его настоящий отец — наркобарон, которого поручили убрать Гиббсу.

## Коллеги
Дональд Мэллард
Даки является одним самых близких и старейших друзей Гиббса, охватывающих более десяти лет, которая началась в первых годы Гиббса в NCIS. Даки является одним из немногих людей, который называет его Джетро на регулярной основе, и только Гиббсу разрешено обращаться к нему Дак, выявлено в эпизоде Internal Affairs. Их дружба потерпела множество ударов в 2006 году, когда новости о первой жене и семье Гиббса обнаружилась и Гиббс ушел из NCIS и переехал в Мексику, не сказав ему ни слова(Hiatus Part 2). Отношения между ними были напряженными в течение некоторого времени, даже после того как Гиббс вернулся в NCIS, хотя два в конечном счете были в состоянии решить свои проблемы. Именно в это время, что Гиббс сделал редкое исключение своему правилу об извинениях, который закончился рукопожатием двоих мужчин во время эпизода Smoked.
Даки доказал, что он был одним из немногих людей, которые могли бы предсказать действия Гиббса. В «Hiatus Part 2» в ходе обсуждения, как Шеннон и Келли умерли, он заявил Дженни Шепард, что не было никакого способа, которым Гиббс позволил бы человеку, который убил его семью, жить.
Пять лет спустя, Даки обнаружил, что его предсказание было на самом деле правильной, когда тело Педро Эрнандес был отправлен к нему на вскрытие, и он обнаружил пулю из снайперской винтовки Гиббса в черепе Эрнандеса (Patriot Down).
Эбигейл Шуто
Эбби суррогатная дочь для Гиббса и одна из немногих людей, которые близка к Гиббсу; она заявила несколько раз, что они семья или «сильнее, чем кровь.» Двое из них время от времени любят общаться на американском языке жестов друг с другом, зачастую к неудовольствию других людей, которые оказываются вместе с ними, в том числе ДиНоззо.
Гиббс демонстрирует больше терпения с Эбби, чем с другими членами своей команды, и она была одной из тех немногих людей, которые никогда не получали подзатыльник. Когда она будет бродить по одному предмету или иной, Гиббс вернуть её с нежным, «Эбби» или «Эббс.» Как Даки, Эбби также добились определённых успехов, предсказывающий реакцию Гиббса в определённой ситуации. Гиббс также показал гордость в её работе, обеспечивая неограниченное количество «Caf-Pow!» а также иногда целуя в щеку за хорошо выполненную работу.
Эбби очень предана Гиббсу, как показано на её обширных знаний правил Гиббса и её вера, что его обширные навыки это «магия» (Internal Affairs). Она была явно опустошена в ряде случаев, когда что-то случилось с Гиббсом, например когда Гиббс был пойман в результате взрыва и отправлен в больницу(Hiatus Part 1 и 2) или когда он ушел в отставку в Мексику, или когда она обнаружила, что Гиббс был убийцей, в старом деле, над которым она работала — убийство Педро Эрнандеса (Borderland).
Кроме того, Гиббс и Эбби была традиция, они ужинают вместе каждый год в ночь перед её днем рождения. Она также не стесняется напомнить ему, что он на самом деле забыл её день рождения(Bait). В финале 9-го сезона, эпизод Till Death Do Us Part, когда бомба взрывается в штаб-квартире NCIS, Гиббс бежит спасать Эбби. В эпизоде Extreme Prejudice, было понятно, что всей его команде удалось пережить взрыв и в начале эпизода,Гиббс ищет Эбби. После её обнаружения и понимая, что она получает помощь от медика, она показала ему языком жестов, что она в порядке для облегчения Гиббса.
Энтони ДиНоззо
Гиббс впервые столкнулся с Тони, когда тот работал в департаменте полиции Балтимора детективом, когда Тони арестовал Гиббса по подозрению в совершении преступления. Тони ДиНоззо работает с Гиббсом в течение долгого времени, и эти двое спасли жизни друг другу несколько раз, чем любой человек мог рассчитывать. Отношения Гиббса с Тони часто сравнивают с его отношения с Майком Фрэнксом, своего рода отношения отца и сына. В серии «Sandblast» под прикрытием Гиббс сказал «мой сын Тони». Аналогично, когда пытаясь прикрыть истинную причину вызова, Тони назвал Гиббса «папой» в серии Last Man Standing. Тони легко раздражается, когда кажется, что у Гиббса появился «любимчек», и пытается вернуть его расположение. Гиббс часто дает подзатыльники Тони за всякие глупости, однако считает его «незаменимым» («Missing»). Тони терпит подзатыльники только от Гиббса, и злится если это от Кейт «Reveille» или Зивы «Probie». Тони очень гордится собой, когда объясняет для гражданских военные термины, сокращения и жаргон Гиббса. В течение 1 сезона он «переводит» для Кейт, потом иногда для Макги. В серии «Flesh and Blood» Гиббс говорит отцу Тони, что его сын лучший молодой агент, с каким он работал. После убийства Кейт, Гиббс был в растерянности и стал «добрым». Это беспокоило Тони, он говорит Макги: «Он не Гиббс, если добрый». Желая вернуть «старого Гиббса» Тони начинает шутить насчет близких отношений Гиббса и директора Шепард, за что получает подзатыльник. Довольный собой Тони приветствует босса.
Другие часто видят Тони что очень похож на Гиббса. Например, Даки заявил, что десять лет назад Гиббс был очень похож на Тони(Mind Games)
Как Эбби, Тони никогда не сомневается в инстинктах Гиббса, даже когда другие члены команды спрашивают его, что Гиббс может ошибаться. В свою очередь,
Тони проявляет необыкновенную верность Гиббсу неоднократно, например, когда во время выделил (эпизод), он отказался от шанса возглавить свою команду для того, чтобы остаться с Гиббсом и командой в Вашингтоне, так как память Гиббса ещё не полностью оправилась от комы, произошедшая несколько месяцев назад. Кроме того, когда Тони вытащил Гиббс из автомобиля, который был под водой в течение нескольких минут, в серии Requiem.
Гиббс часто демонстрирует уверенность в Тони, например, когда Леон Вэнс выразил недоверие, что Тони может постоять за себя, когда его будет допрашивать Эли Давид, директор Моссада, или когда Зива просила выбрать между ней и Тони, Гиббс выбрал Тони, в финальном эпизоде 6 сезона, Aliyah.
Когда Гиббс ушел в отставку и Тони возглавил команду, он стал проводить тайные операции вместе с директором Шепард. Доверие между Тони и Гиббсом достаточно глубок, что Тони чувствовал вину, что он удерживает информацию от Гиббса. Он признался Дженни Шепард, что он не любит это. Потом Тони извинялся, что не мог раскрыть секретную информацию («Blowback»).
Гиббс редко говорил о своей гордости любому из членов его команды, но если он действительно говорит с ними, когда это имело значение. Когда Тони выразил свои чувства неудачей тем что отправил невиновного человека в тюрьму, а затем полагая, что тот же самый человек был убит людьми, которые подставили его, Гиббс заявил, что в то время как Тони испортил три года предыдущего, он был горд видеть, что Тони работал, чтобы сделать это правильно, и поймать настоящих преступников (Bounce).
Кэйтлин Тодд
В начале, Кейт и Гиббса отношения были очень враждебно, как двое столкнулись в серии «Yankee White» в связи с тем, что Кейт была агентом Секретной службы, назначение которой было на Air Force One, в то время как Гиббсу было поручено выяснить, кто или что убило Рейя Трэппа. Но позже они начали ладить друг с другом и после того как Кейт покинула Секретную службу, Гиббс взял её в качестве специального агента NCIS и выступал в качестве наставника для неё. У них двоих были хорошие рабочие отношения и даже прочную дружбу. Когда директор Томас Морроу дал Кейт назначение, чтобы защитить Гиббс от Ари, она взяла назначение очень серьезно, даже спал на полу за своим столом, когда он отказался покинуть здание и вернуться домой Twilight)
он был шокирован смертью Кейт, которую убил Ари. Он также видел разные варианты призрака Кейт, два из которых были очень злыми и обвинял его в её смерти, а также говорила чтобы он убил себя. После Ари был убит Зивой, Гиббс увидел в последний раз призрак Кейт лежала в гробу, улыбалась и говоря ему, что он опоздал на её похороны, предполагая, что она простила его и, он наконец, принял её смерть.
Тимоти Магги
МакГи, как и все остальная часть команды Гиббса, он очень верен ему. Они имеют отец / сын отношений, о чём свидетельствует серия «Probie», когда Гиббс активно стремится защитить Макги от полицией Вашингтона, которые обвинили его в преступлении. Тим также получил один из редких извинений Гиббса, когда Гиббс не пришел с ним, когда он был допрошен из-за полицейского под прикрытием, в которого Тим стрелял в серии Probie.В течение первого сезона, Тони жалуется Кейт, что Тим получает похлопывание по спине, когда он делает что-то для Гиббса, в то время как Тони получает подзатыльник. Гиббс также дает МакГи тесты, чтобы дать ему больше уверенности в себе. В эпизоде 'Witness, Гиббс дает дело МакГи и позволяет ему совершать звонки, а в «Caged», Гиббс дает МакГи работу получении признания серийного убийцы.
Несмотря на большое уважение к Гиббса, МакГи не боится противостоять ему, когда Гиббс допрашивал бабушку Макги. После их беседы, Гиббс улыбался, пораженный МакГи.
Правило Макги номер один «Никогда не лгать Гиббсу». МакГи сказал это Неду Дорнегету и другие правила в серии Need to Know.
Зива Давид
Из всех окружающих Гиббса, его отношения с Зива является те, которые прошли через большинство изменений. Во-первых, Гиббс не доверял ей, потому что она была куратором Ари Хасвари и она была так убежден в его невиновности, а он винил Ари в убийстве Кейт Тодд. Позже убьёт Ари, чтобы спасти жизнь Гиббса.
Тем не менее она призналась Гиббсу, что Ари был её сводный брат, сын её отца от арабского врача(Kill Ari(Part 2)). В отчете, который они представили заявлено, что Гиббс был тем, кто убил Ари, за что Зива позже его поблагодарила его(Silver War).
После возвращения тела Ари в Израиль, Зива вернулась в NCIS, чтобы занять позицию в качестве офицера связи с Моссадом, а также заполнить пустое место в команде Гиббса, оставленную смерти Кейт. Гиббс и другие поначалу не позволили ей сделать это, учитывая её полное отсутствие опыта в расследовании на месте преступления, но Дженни Шепард настаивала на том Гиббс дать ей шанс. Зива училась быстро и сблизилась с Гиббсом в итоге, даже заработала уважение команды, когда она спасла себя и душка от доктора Элейн Бернс, которая попытался убить их двоих, чем зарабатывая доверие Гиббса и команды.
Примерно через год после того как она присоединилась к команде, в серии «Hiatus part 2», она сыграла важную роль в оказании помощи Гиббс восстановлении его память, после того как он был поражен с амнезией. Она проскользнула в его больничной палате поздно ночью, и начала говорить о том, как они встретились, что это было из-за Ари, который убил Кейт. Её метод сработал, хотя это оставил её в слезах, доказывая, что она по-прежнему очень скорбит по её сводному брату. Когда Гиббс ушел из NCIS, он заявил, что он должен ей, и он помог ей несколько месяцев спустя, когда она была подозреваемым в шпионаже и убийстве в серии Shalom.
Два года спустя в разговоре с Вэнсом раскрывается, что ему известно, что это Зива убила Ари, и что отец Зивы и Ари, директор Моссада Элай Давид давно знал, что его сын ушел из-под контроля и послал Зиву, чтобы убить его, тем самым устраняя угрозу, исходящую от Ари, и в то же время завоевать доверие Гиббса.
В серии «Reunion» Гиббс хочет поговорить о том, что на самом деле произошло, когда она впервые приехала в США, И что рассказал ему Вэнс, и Зива сказала, что в то время как её отец отправил её убить Ари, она приехала в Вашингтон с целью увезти её брата из страны. Пока она не услышала исповедь Ари, что он убил Кейт Тодд и собирается убить Гиббс, что она решила следовать директиву Эли Давид дал ей. Она сказала Гиббсу: «Я не выполняла приказ, когда я нажала на курок». Она также заявила, что Гиббс стал для неё отцом больше, чем её собственный биологический отец.
Несколько недель спустя, Зива решила уйти из Моссада и стать агентом NCIS (эпизод «Inside Man»). Несколько месяцев спустя, Зива получила американское гражданство. Тем не менее, в серии «Rule Fifty-One», Гиббс пропустил церемонию, из-за прошлого Гиббса которое возвратилось, чтобы преследовать его.
В 11 сезоне в серии «Past, Present and Future» Гиббс получает телефонный звонок от Зивы, которая решила остаться в Израиле после ухода в отставку из команды NCIS несколько месяцев назад.
За последние годы, Гиббс дал Зиве прозвище «Зивер», намек на их отношения отца и дочери .
Леон Вэнс
Вэнс и Гиббс представлены друг другу Райли Маккаллистером («Enemies Domestic») . Вэнс помогал ФБР в расследовании NCIS из-за убийство Рене Бенуа, к большому раздражению Гиббса («Internal Affairs»).
Через несколько месяцев, Вэнс взял директорство в NCIS впоследствии убийства Дженни Шепарда, и сразу же после её похорон, Вэнс перевел Макги, Тони, и Зиву в другие места, неся негодование Гиббса. Прошло несколько месяцев, прежде чем Вэнс сказал, что он перевел их, потому что он искал предателя в NCIS в премьерной серии 6 сезона «Last Man Standing».
Работая вместе, чтобы найти утечку в NCIS позволило Гиббсу и Вэнсу получить более глубокое понимание о друг друге, но в то время они взаимно уважали друг друга, они по-прежнему сохраняли чувство осторожности. Когда Вэнс откомандировал команду Гиббса для расследования смерти своего друга в Чикаго, Гиббс предупредил его о превышении должностных полномочий, заявив, что предшественник Вэнса использовал NCIS для её личных целей в серии «Knockout».
Вэнс и Гиббс продолжали работать вместе, несмотря на их различия, и доверие продолжает расти между ними. В серии «Rule Fifty-One», когда Гиббса шантажировал наркокартель Рейноса, напряженность, которая стояла между ними в течение нескольких месяцев, наконец, достигла кульминации. В кабинете Вэнса, после обмена оскорблениями, Вэнс кричал на Гиббса, называя его «эгоистичным сукином сыном», когда он отказался сказать Вэнсу, что происходит, не зная, что он находился под давлением. Но Вэнс вскоре понял, что происходит, и скрытно следил за Гиббсом к его месту встречи с Алехандро. Использовал магнитофон, который он дал Гиббсу, Вэнс был в состоянии записать разговор между Гиббсом и Алехандро Ривера, что доказало, что Ривера был связан с картелем. После покушения на жизнь Джексона Гиббса, Вэнс сделал это своим приоритетом, чтобы найти Палому Рейноса, прежде чем она может убить Гибсов и приказал Алехандро Ривере убираться из здания, прежде чем он получил травму не только от команды Гиббса, но и самого Вэнса. После этого он скрыл доклад Эбби об убийстве Педро Эрнандеса, которого убил Гиббс 20 лет назад.
Доверие и уважение между Гиббс и Вэнс было в очередной раз показано в серии «Enemies Domestic», когда Вэнс назначил Гиббса в качестве исполняющего обязанности директора NCIS, когда он лечился от покушения на него, говоря «Вы отвечаешь сейчас за все, Гиббс», хотя Гиббс заявил, что он не Леон, но Вэнс ответил: «Я доверяю тебе». Растущее уважение Гиббса для Вэнса было показано, в то время как Вэнс был в больнице. Гиббс дал ему нож, чтобы защитить себя и позже, когда специальный агент NCIS Маккаллистер попытался убить Вэнса путём введения смертельного количества морфина в его систему, Гиббсу удалось остановить морфин от попадания в его кровь, фактически спасая ему жизнь.
Несмотря на это, Вэнс ставит агента Барретт, как руководителя в расследовании, в команде Гиббса, а когда результатов нет, он обвиняет Гиббса. В серии, он спросил, хочет ли Гиббс быть директором, Гиббс сказал, что он не хочет им быть, но он хочет доверять, тому кто сидит в этом кресле.
Хотя есть некоторая напряженность между Гиббс и Вэнсом в течение ближайших нескольких эпизодов, несмотря на это у Гиббса сохраняется огромное уважение к Вэнсу, который постучав в его дверь, «пытается остаться на его хорошей стороне» и, когда в серии «One Last Score», ДиНоззо сказал ему, что из него вышел бы замечательный директор, Гиббс посмотрел на Вэнса, который проходил мимо и сказал: «у нас уже есть один такой.»
Вэнс также иногда недоволен Гиббсом относительно его одержимость его покойной женой и дочерью, хотя он позже понял, когда его жена Джеки была убита.

### Другие агенты
Гиббс славится тем, что с ним трудно работать, но он поддерживает хорошие рабочие отношения со многими другими агентами, как в и за пределами NCIS.
Стэн Берли, например, рассматривает Гиббс в качестве наставника и друга. Берли был помощником сенатора пока Гиббс не завербовал его в NCIS. Они были вдвоем в течение некоторого времени, пока Берли оставил офис в Вашингтоне и в конечном итоге оказался агентом на плаву. Он использовал те навыки, которые Гиббс научил его, но не имел никаких проблем, допускающих, когда он нуждается в помощи с делом. Гиббс, в свою очередь, рассматривается Берли в качестве друга и дорогому протеже, выражая свою гордость за молодого человека так много, что это Тони ДиНоззо стал ревновать. Берли, однако, указал Тони различия в их отношениях — это прошли годы, прежде чем он смотрел ему в глаза и даже произнести его имя правильно в то время как у Тони получилось, в течение всего двух лет работы с Гиббсом («High Seas»).
Кроме того, Гиббс имел хорошие рабочие отношения и дружбу с агентом Кристофером Паччи. Такую хорошую, что Паччи обратились за помощью Гиббса над давним делом в серии UnSEALeD. К сожалению, Гиббс работал на его собственным делом в то время и, таким образом, был не в состоянии оказать помощь. Вскоре после Паччи обратился за помощью к Гиббсу по делу, он был убит в серии «Dead Man Talking». Гиббс обвинял себя за смерть Паччи работал яростно, чтобы найти его убийцу. Когда он и его команда нашли убийцу, Гиббс сообщил убийце, которого Паччи был его другом и Гиббс был вынужден спустить курок на неё. Гиббс был также приглашен выступить на похоронах Паччи, но он отказался
Другой агент Гиббс имел частые взаимодействия был NCIS агента Эрика Джейн Барретт, который был переведена в Вашингтон, округ Колумбия вместе с её командой в погоне за серийным убийцей, Йонас Кобб. Гиббс был враждебен к Барретт, заявив категорически, что «он ёй не доверяет.» Он также был раздражен тем, что она, которую он воспринимал как новичка, обходит его, узнав, был повышен до специального агента по делу, и тем что она и Тони Диноззо начали встречаться, нарушая один из его основных правил: «никогда встречаться с коллегой». Тем не менее, несмотря на его противоположных чувств по отношению к ней, Эй Джей постепенно заслужила уважение Гиббса по ходу дела, и они расстались в хороших отношениях. Позже, он охотно помогает ей, когда неизвестный убийца пытался убить её, и снова, когда она вернулась после года жизни от сетки в попытке уклониться от убийцы. В конце концов, после двух лет преследуемая убийц, Эй Джей вернулся домой, расставшись в хороших отношениях с Гиббсом.
Более сложные отношения у Гиббса были с специальным агентом Ларой Мэйси. Гиббс и Мэйси встретились в 1991 году, вскоре после того, как Гиббс убил Педро Эрнандеса. В то время, Мэйси была лейтенантом военной полиции, и она расследовала Гиббса в качестве подозреваемого в смерти Эрнандеса. Она собрала все доказательства по делу, доказательства, которые указывали на Гиббса как на убийцу, но похоронила все потому, что она считала убийство оправдано, в свете того факта, что Эрнандес убил Шеннон и Келли Гиббс. Гиббс не знал, что Мэйси почти два десятилетия защищая его. Они встретились снова в 2009, в сериях «Legend Part 1» и «Legend Part 2», когда Мэйси теперь руководитель офиса специальных проектов в Лос-Анджелес и Гиббс приехали в Лос-Анджелес, чтобы работать над делом с ней и её командой, в результате двух команды образовали временное партнерства. Был немало враждебности между ними, и Гиббс был почти пренебрежителен насчет её способностей. Только когда само дело не закончилось, психолог OSP Нэйт Гетц сообщил Гиббс, что Мэйси сделала для него много лет назад, и два из них пришли к лучшему пониманию друг друга. Год спустя, в серии «Patriot Down», Гиббс был в шоке, когда тест на сильно обгоревший труп показал, что жертвой была никто иная, чем сама Мэйси. Смерть Мэйси оказала глубокое влияние на Гиббса, к тому, что он открыл М. Эллисон Харт, «Люди вокруг меня умирают, люди, о которых я забочусь».
Из Команды Лос-Анджелеса, Гиббс близок также с Джи Калленом. Они встретились на задании, и Гиббс спас жизнь Каллена в Сербии. Гиббс утверждал, что он спас Каллена в России тоже, но Каллен отрицал это. Каллен также имеет знание прошлого Гиббса, знает о хобби Гиббса, а также о трех его неудачных браков. Он не знал, что Гиббс был женат четыре раза, однако, до тех пор Гиббс не признался ему в 2009 году, когда Гиббс приехал в Лос-Анджелесе. По собственному признанию Каллена считает Гиббса семьёй. Гиббс заметно потрясен нападением на своего друга вскоре после он покинул Лос-Анджелес.
Гиббс и Тобиас Форнелл также работали вместе на многочисленных дела. Гиббс помог Форнеллу подделать его смерть, когда он был обвинен в том что является кротом для мафии, позволяя Гиббса работать и найти настоящего крота. Форнелл и Гиббс также известны за их антагонистического и саркастическую манеру по отношению друг к другу. Несмотря на это, они умеют отбрасывать разногласия и работать вместе, когда того требует ситуация. В одном деле, они начали ругаться и ворвались в лифт NCIS, где они отбросили весь гнев, и решая как помочь друг другу, чтобы сделать работу. После прихода к выводу о том, как решить эту проблему, Форнелл сказал: «И люди называют нас ублюдками!»
Другой агент Эбигейл Борин из CGIS. Гиббс и Борин очень похожи во многих отношениях: своя собственная команда и подзатыльники, единственные дети у родителей, имеют свои собственные правила, служили в морской пехоте, после этого присоединились к следственным органам, любители кофе, есть инстинкты, не верят в совпадения, и их называются «боссами» их товарищи по команде.

## Характер
Гиббс, человек старой закалки, в ходе расследования действует непрерывно, думает на шаг вперед. Терпеть не может электронную технику. На разъяснения о технической стороне дела всегда говорит: «…а на английском?», чем помогает и зрителю понять суть. В серии «Witch Hunt», вообще раздавил робота-пылесоса Roomba, чтобы достать улики, убранные им. Гиббс терпеть не может, когда прерывают допрос подозреваемого, о чём лично узнал Макги. Гиббс тихо и злобно сказал ему: «Никогда, никогда не прерывай допрос». И Макги повторил — «Никогда».
Когда Гиббс думает, что это абсолютно необходимо, он может стать подчинённым одному из своей команды, «по правилу № 38 — Твоё дело, ты главный». Как в серии «Bounce», где убийство офицера ВМС, связано с ранним делом Диноззо, поэтому расследование возглавил Тони. В случае не подсудности подозреваемого («Iced»), Гиббс пользуется «уличным правосудием». Он натравливает банду на своего бывшего члена за убийство их лидера. Позднее, команда Гиббса видит по новостям репортаж о смерти подозреваемого, на что Гиббс говорит, чтобы они прекратили заниматься ерундой и шли работать.
Гиббс любит очень крепкий кофе, по его словам это помогает ему думать, что не раз было показано. Гиббс злится, когда кто-то пьет или проливает его утренний кофе. В серии «Forced Entry» Макги случайно пьёт кофе Гиббса, и офицер службы безопасности на базе, ранее работавший с ним, объясняет Макги «правило № 23 — Если хотите жить, никогда не трогайте кофе моряка». В знак благодарности Гиббс может отдать свой кофе. В серии «Hiatus (Part 1)» Зива, рассматривая части тела после взрыва, зло пошутила — У Гиббса кишки должны быть кофейного, а не красного цвета. Иногда Гиббс может отказаться от кофе, так было три раза и все из-за Эбби Шуто.
Хобби Гиббса — строительство лодок, в подвале своего дома, исключительно вручную, без электроинструментов. В серии «Tribes» агенту ФБР Лэнгеру, Гиббс сказал, что сделал две, а эта третья. Директор Шепард спросила: «Та же лодка, которую ты строил 6 лет назад». Гиббс: «Это четвёртая, другую я сжег». Шепард: «И назвал её именем бывшей жены?», «А почему не продал?» Гиббс: «Чтобы кто-то другой на ней плавал?!». По словам д-ра Малларда, одну лодку Гиббс назвал в честь дочери — Келли. Никогда не упоминалось как Гиббс вытаскивает свои лодки из подвала. На вопрос Макги, он упоминал корабли в бутылках. В серии «Honor Code», в разговоре с сыном лейтенанта, Гиббс говорит о возможности разбора стены.
Фирменной манерой Гиббса являются подзатыльники подчинённым, когда они говорят глупости, в первую очередь Диноззо. Попадало и Макги. Женщин он тоже трогает, грозил хлопнуть Эбби, но не по голове («Switch». s3, e5). Его подчинённые «заразились» тем же. Особенно Тони, который хлопает Макги постоянно, даже Кейт один раз стукнула Макги. Гиббс перенял это у своего наставника, Майка Фрэнкса, бившего Гиббса («Hiatus. Part 2»), так как, по словам Даки («Mind Games»), 10 лет назад Гиббс был почти такой же как Тони.
Когда Гиббса спросили почему подзатыльники, он ответил: «Пощёчины — это унизительно. А подзатыльник — это тревожно»(«The Bone Yard»). В серии «Family Secret», Гиббс ударил сам себя за нарушение своих правил. В серии «Driven», на семинаре о насилии и домогательствах на работе, Тони спросил про подзатыльники, ему сказали, что можно жаловаться и судиться. Когда он посмотрел на нехороший взгляд Гиббса, то сразу умолк.
Когда кто-то упоминает потерю детей или жен, Гиббс редко это комментирует, точнее ничего не говорит про свою семью. После убийства Кейт и покушения на Эбби, Даки сказал, что террорист Ари хочет убить женщин Гиббса, так как ни Даки (он ещё не узнал про Шеннон и Келли), ни Гиббс никого не теряли. На это Гиббс ничего не ответил. В эпизоде «Плоть и кровь», во время разговора с отцом Тони ДиНоззо, является одним из немногих случаев, когда Гиббс заговорил о своей дочери.
В серии «Faking It» выясняется, что Гиббс говорит на русском, и немного на японском («Call of Silence») и китайском («My Other Left Foot») языках. Также Гиббс знает язык жестов, на нём он разговаривает с Эбби.
В серии «Heartland» выясняется, что Гиббс в 1970-х купил подержанный Dodge Challenger R/T, который хотел отремонтировать, но так и не сделал. За него это сделал отец. Машина жёлтая с чёрным капотом и движком 426 Hemi. Отец отдал Dodge Гиббсу. Чаще всего Гиббс ездит на Ford F-150 («Shalom»). Правда, для служебных целей использует исключительно тёмно-синий Dodge Charger LX.
В серии «Corporal Punishment» выясняется, что Гиббс был против вторжения США в Ирак. Он не поддерживает войну, но поддерживает «солдат, которые на войне».

## Правила Гиббса
- 1 Никогда не оставляй подозреваемых вместе. | s1e01 «Yankee White» & s12e10 «House Rules» (08:19)
- 1 Никогда не подставляй напарника. | s4e14 «Blowback» & s12e10 «House Rules» (08:19)
- 2 Всегда бери перчатки на место преступления. | s1e01 «Yankee White»
- 3 Не верь тому, что тебе сказали. Перепроверь. | s1e01 «Yankee White»
- 3 Всегда будь на связи. | s3e13 «Deception»
- 4 Лучший способ что-то скрыть — хранить это при себе. Можно знать двоим, но никогда троим. | s4e11 «Blowback»
- 5 Не дай пропасть впустую хорошему | s8e22 «Baltimor»
- 6 Никогда не извиняйся! Это признак слабости.
- 7 Когда лжёшь, будь точен | s1e23 «Reveille»
- 8 Ничто не принимай как должное | s3e10 «Probie»
- 8 Никогда не делай предположений | s9e21 «Rekindled»
- 9 Всегда бери с собой нож | s1e13 «One Shot, One Kill» & s1e20 «Missing»
- 10 В делах ничего личного | s7e21 «Obsession» | s16e13 Правило было отменено Гиббсом.
- 11 Сделал дело, гуляй смело | s6e24 «Semper Fidelis»
- 12 Никогда не встречайся с коллегой | s1e15 «Enigma»
- 13 Никогда не вмешивай юристов | s6e07 «Collateral Damage» & s7e24 «Rule Fifty-One»
- 14 Доставай людей в момент их наибольшей уязвимости
- 15 Всегда работай в команде | s5e05 «Leap of Faith»
- 16 Если кто-нибудь считает себя хозяином положения — разрушь это | s8e24 «Pyramid»
- 18 Лучше просить прощения, чем спрашивать разрешения | s3e04 «Silver War»
- 20 Всегда смотри глубже | s12e17 «The Artful Dodger»
- 22 Никогда не беспокой Гиббса во время допроса | s4e10 «Smoked»
- 23 Никогда не трогай кофе моряка, если хочешь жить | s2e09 «Forced Entry»
- 27 Есть два способа вести слежку: Первый, чтобы они тебя никогда не замечали, второй, чтобы они замечали только тебя | s7e15 «Jack Knife» & s7e24 «Rule Fifty-One»
- 28 Если нужна помощь, скажи | s13e10 «Blood Brothers»
- 29 Научись подчиняться, прежде чем приказывать I NCIS: Origins, s1e3 «Bend, Don't Break»
- 35 Всегда наблюдай за наблюдателями | s8e22 «Baltimor»
- 36 Если тебе кажется, под тебя копают, скорее всего так и есть | s9e1 «Nature of the Beast»
- 38 Твое дело — ты главный | s6e16 «Bounce» & s10e3 «Phoenix»
- 39 Совпадений не существует | s7e21 «Obsession»
- 40 Предназначено только в экстренных случаях | s7e24 «Rule Fifty-One» «Если кажется, что за тобой следят — так и есть»
- 42 Никогда не принимай извинения от того, кто только что нанёс удар исподтишка | s9e16 «Psych Out»
- 44 Сначала спасай женщин и детей | s7e23 «Patriot Down»
- 45 Никогда не оставляй незачищенные концы | s7e24 «Rule Fifty-One»
- 51 Иногда ты ошибаешься | s7e24 «Rule Fifty-One»
- 62 Всегда уступай дорогу людям выходящим из лифта | s11e13
- 69 Никогда не доверяй женщине, которая не доверяет своему мужчине | s9e07 «Devil’s Triangle»
- 70 Всегда копай до дна | s12e05 (Правило МакГи, ставшего Гиббсом, Правило МакГибса)
- 72 Всегда будьте открыты для новых идей | s1e13 (из NCIS:Гавайи, было указано на визитке от Гиббса)
- 73 Никогда не встречайся со своими героями
- 91 Когда решаешь уйти, никогда не оглядывайся назад | s18e16 «Rule 91»
- 99 Никогда не говорить Гиббсу что у него аудит | s16e14 «Once Upon A Tim»

## Награды
В сериях «Model Behavior» и «Murder 2.0» Гиббса награждают медалью за похвальную службу в ВМС и в 7-й раз медалью «За похвальную службу». Но как и 6 раз до этого, он не присутствовал на награждении. За него это сделал Тони, который держит у себя все награды Гиббса. Серебряной звездой в серии «Corporal Punishment» Гиббс «наградил» капрала Даймона Верта. Пурпурное сердце у Гиббса обнаруживается в серии «Hiatus Pt. 1», когда он лежал в коме 19 дней во время операции Буря в пустыне.
Один раз Гиббс появился в униформе артиллерии комендор-сержанта, на которой имелись орденские планки военных наград.
- Значок водолаза (6 класс)
- Значок парашютиста морской пехоты
- Серебряная звезда
- Пурпурное сердце
- Похвальная медаль Морской пехоты (две золотые)
- Боевая ленточка
- Благодарность части Военно-морского флота
- Похвальная звезда Морской пехоты (одна серебряная)
- Медаль за безупречную службу в Морской пехоте (одна серебряная, пять бронзовых)
- Экспедиционная медаль Морской пехоты
- Медаль за службу национальной обороне (одна серебряная)
- Медаль экспедиционных вооруженных сил (памятная)
- Памятная медаль Юго-Западной Азии
- Гуманитарная памятная медаль
- Лента военно-морской службы (три серебряные)
- Лента службы в Морской пехоте за границей (одна серебряная)
- Медаль Ирако-Кувейтской миссии ООН по наблюдению
- Медаль Саудовской Аравии за освобождение Кувейта (памятная)
- Медаль Кувейта за освобождение (памятная)